# Currie Cup 1964
La Currie Cup de 1964 fue la vigésimo octava edición del principal torneo de rugby provincial de Sudáfrica.
El campeón fue el equipo de Western Province quienes obtuvieron su vigésimo campeonato.

## Participantes

### Posiciones
| Equipo                  |
| ----------------------- |
| Western Province        |
| Boland                  |
| Border                  |
| Eastern Province        |
| Eastern Transvaal       |
| Griqualand West         |
| Natal                   |
| North Eastern Districts |
| Northern Transvaal      |
| Orange Free State       |
| Rhodesia                |
| South West Africa       |
| South Western Districts |
| Transvaal               |
| Western Transvaal       |

|  | Campeón. |

### Campeón
| Bandera de Sudáfrica     |
| Campeón Western Province |
| Vigésimo título          |